# Catalyst: A Rogue One Story
Catalyst: A Rogue One Story (Catalyst: A Rogue One Novel), noto anche come Catalyst, è un romanzo di fantascienza del 2016 scritto da James Luceno e ambientato nell'universo di Guerre stellari, nel periodo che segue il film La vendetta dei Sith, durante la Guerra Civile Galattica. Il romanzo è stato pubblicato negli Stati Uniti il 15 novembre 2016, prima dell'uscita dello spin-off Rogue One: A Star Wars Story. In Italia è stato pubblicato il 22 maggio 2018 edito da Mondadori.
Il romanzo racconta la storia nel periodo della fine della Repubblica Galattica e di seguito nei primi anni dell'Impero Galattico mentre si prepara a sviluppare la sua nuova super arma, la Morte Nera. Catalyst serve a creare un prequel sia per Rogue One sia per Guerre stellari.

## Storia editoriale
Il romanzo è stato annunciato nel mese di luglio 2016 durante lo Star Wars Celebration a Londra.
Catalyst è stato distribuito nella versione con la copertina rigida il 15 novembre 2016. Un'edizione per il mercato di massa è stata messa in commercio per il 2 maggio 2017. In Italia è stato distribuito nella collana Oscar Fantastica edito da Mondadori il 22 maggio 2018 insieme all'adattamento letterario del seguito Rogue One: A Star Wars Story.

## Personaggi
- Vice Cancelliere Mas Amedda - Visir dell'Imperatore Palpatine e sorvegliante della costruzione della stazione da battaglia;
- Galen erso - Uno scienziato coinvolto nello studio dei cristalli che compongono la Morte Nera, e un vecchio amico del tenente comandante Krennic;
- Lyra erso - La moglie di Galen, e madre di Jyn;
- Saw Gerrera - Smuggler e ex soldato;
- Tenente Comandante Orson Krennic - Comandante nella "Corpo degli Ingegneri della Repubblica";
- Capitano Has Obitt - Contrabbandiere Dresseliano;
- Arciduca Poggle il Minore - Leader del pianeta di Geonosis;
- Comandante Wilhuff Tarkin - Generale della Marina della Repubblica
- Jyn Erso - La figlia di Galen e Lyra.